# 君とずっといたいから
『君とずっといたいから』（きみとずっといたいから）は、守山茂樹の1枚目のオリジナルアルバム。1996年11月21日発売。発売元はソニー・ミュージックレコーズ。

## 概要
- 守山茂樹の1stアルバム。
- メジャーレーベルのフルアルバムでは異例の2000円で販売された。
- レコーディング・ミキシング担当は沢田知久。

## 収録曲
1. 君をゆっくり好きになる (5:00)
2. 傘 (6:02)
3. Winter Wonderland (5:36)
  - フジテレビ「スタミナ天国ターボ」オープニングテーマ
4. 最後のいじわる (Telephone Mix) (5:01)
5. HOLIDAY (5:03)
6. UPTOWN GIRL (4:50)
  - テレビ朝日「OH!エルくらぶ」オープニングテーマ
7. X-Day ～君がいなくなる日～ (5:23)
8. スキーパラダイス (4:37)
9. もう二度と迷わない (4:55)
  - 「東京デザイナー学院」、「東京スクールオブビジネス」TVCMソング
  - TBS「COUNT DOWN TV」1996年2月度エンディングテーマ
10. これから (5:28)

全作詞・作曲：守山茂樹